# Études de psychologie en France
Pour un article général, voir Études de psychologie.
Les études de psychologie permettent d'obtenir le titre de psychologue et d'exercer l'une de ses différentes spécialités : psychologue clinicien spécialisé en psychopathologie, psychologue clinicien spécialisé en neuropsychologie (communément appelé neuropsychologue), psychologue du travail, psychologue scolaire... 
En Europe, il est obligatoire de valider au moins 5 années universitaires pour avoir le droit de porter le titre de psychologue. En Amérique du Nord, il est nécessaire de faire un doctorat (Ph.D ou Psy.D) pour être psychologue.

## Titre depsychologue
En France, la profession de psychologue est une profession réglementée dont le titre est protégé par la Loi no 85-772 du 25 juillet 1985. Ainsi, pour faire usage du titre de psychologue il est nécessaire d'obtenir une Licence mention « Psychologie » et un Master mention « Psychologie ». L'École de psychologues praticiens, basée à Paris et à Lyon, permet également d'accéder au titre protégé de psychologue (en vertu du décret no 90-255 du 22 mars 1990 fixant la liste des diplômes permettant de faire usage professionnel du titre de psychologue). Durant le Master, il est également nécessaire de réaliser un mémoire de recherche et un stage professionnel d'un minimum de 500 heures auprès d'un psychologue ayant une expérience de plus de trois ans. 

## Licence de psychologie
L'accès à la Licence de psychologie est de droit pour l'ensemble des bacheliers (de filière générale, technologique et professionnelle) ainsi que pour les détenteurs du DAEU. La licence se déroule sur 3 ans (L1, L2 et L3). Généralement, les deux premières années s'articulent autour de cours d'introduction aux différents domaines de la psychologie (psychologie clinique, psychopathologie, psychologie du développement, psychologie sociale, psychologie cognitive expérimentale, psychophysiologie), des cours d'introduction à des disciplines connexes (linguistique, sociologie), une part non négligeable de statistiques et de biologie ainsi que des cours de méthodologie de recherche en psychologie, de l'anglais et de l'informatique. En L3, grâce au jeu des options et parfois la réalisation d'un mémoire et d'un stage, l'étudiant a la possibilité de se pré-spécialiser dans un domaine de la psychologie. L'organisation des cours est différente d'une université à une autre mais le contenu reste tout de même semblable. Certaines universités mettent davantage l'accent sur les aspects cliniques de la psychologie (comme l'Université Paris Diderot) tandis que d'autres se voudront plus généralistes (comme l'Université Paris Descartes).

## Masterde psychologie
Le master se déroule sur deux ans (M1 et M2). C'est à ce niveau de formation que les étudiants peuvent se spécialiser dans un domaine de la psychologie, comme la psychologie clinique et psychopathologie, la neuropsychologie, la psychologie gérontologique, la psychologie du travail, la psychologie du développement etc. Pour une même spécialité la formation peut être, d'un point de vue organisationnel aussi bien que du contenu des cours, différente d'une université à une autre. Cette diversité se reflète notamment au niveau des appellations des masters qui peuvent être différents d'une université à une autre pour une même spécialité. Par exemple, pour la spécialité Neuropsychologie on retrouve, parmi d'autres, les masters de « Neuropsychologie » (Université Paris Descartes), « Psychologie des perturbations cognitives » (Université de Reims), « Neuropsychologie cognitive et clinique » (Université de Strasbourg).  
Alors que la licence est accessible de droit à tous les bacheliers, l'admission en Master se fait sur dossier et parfois entretien. Certaines universités organisent cette sélection à l'entrée en Master 1 (comme l'Université Paris Descartes), tandis que d'autres l'organisent en Master 2 (comme l'Université Lille 3). Cette sélection est très rude car le nombre de places au sein des masters est contingenté par les équipes pédagogiques (surtout pour les parcours professionnels et mixte très demandés), si bien que pour maximiser leurs chances d'être admis dans un Master les étudiants candidatent dans plusieurs universités. Actuellement, il existe trois parcours au niveau Master : 
- un parcours professionnel qui a pour vocation de former des psychologues praticiens. L'organisation du master prévoit la réalisation d'un mémoire de recherche et ou d'un mémoire clinique et d'un minimum de 500 heures de stage (soit durant le M2, soit réparties sur les deux années de Master) en vue de l'obtention du titre de psychologue.

- un parcours recherche qui a pour vocation d’accueillir les futurs doctorants qui espèrent faire carrière dans la recherche. Ce parcours ne prévoit pas la réalisation d'un stage professionnel auprès d'un psychologue, mais un stage au sein d'un laboratoire de recherche. Dans ces conditions, l'étudiant diplômé ne peut prétendre au titre de psychologue. Toutefois, un étudiant inscrit dans un parcours recherche a la possibilité, s'il en fait la démarche individuellement, d'effectuer un stage professionnel d'au minimum 500 heures auprès d'un psychologue afin de pouvoir faire usage du titre.

- un parcours mixte professionnel et recherche, tendant à remplacer les deux précédents parcours. Au sein de ce parcours, les étudiants bénéficient de cours professionnalisant et de cours concernant la méthodologie de recherche en psychologie avec la réalisation d'un mémoire de recherche et d'un stage professionnel. Ce Master permet la poursuite d'études en doctorat ou l'entrée directe dans la vie active en tant que psychologue, voire les deux pour ceux qui seraient intéressés par la recherche-intervention (c'est-à-dire la réalisation d'une recherche sur un terrain clinique auprès de patients par exemple).

L'Association des Enseignants-Chercheur de Psychologie des Universités (AEPU) publie en 2015 un Panorama national des Masters 2 en Psychologie. Actuellement, certains psychologues posent la question d'un prolongement des études au niveau Doctorat, inspirés par le modèle nord-américain.

## Doctorat de psychologie
En Europe, le doctorat en psychologie est un doctorat (de type recherche) du même type que les autres disciplines (doctorat en Lettres, doctorat en Histoire...). Ce diplôme consiste principalement, mais non exclusivement, en la rédaction d'une thèse de doctorat. Ce diplôme vise donc à former des étudiants à la recherche et par la recherche. Il n'a donc pas pour but de former des praticiens contrairement au D.Psy. En France, la question d'instituer un doctorat d'exercice semblable fait débat.